# Nemzeti Szocialista Magyar Munkáspárt
A Nemzeti Szocialista Magyar Munkáspárt (NSZMP) (olykor Kaszáskeresztes Párt) egy 1932. május 2. és 1936. június 3. között működő, Böszörmény Zoltán által alapított nemzetiszocialista párt volt.

## Története
Az NSZMP az első olyan magyar horogkeresztes párt volt, amely nagyobb társadalmi támogatottságnak örvendett. A szervezetet már 1930-1931 táján létrehozták, ám a tényleges szervezkedés csak 1931 legvégén kezdődött meg, a Tiszántúlra összpontosítva. 
Miután 1933 szeptemberében a magyar királyi belügyminiszter, Keresztes-Fischer Ferenc a horogkeresztet mint a Harmadik Birodalom hivatalos jelképét Magyarországon betiltotta, a párt a kaszáskeresztet kezdte használni. Ekkortájt a pártot már Kaszáskeresztes Pártnak is nevezték. 1933 végén a párt debreceni csoportja kivált a pártból, és Svaszta Gyula és Szedlár Vilmos vezetésével új pártot hoztak létre, Nemzeti Szocialista Magyar Dolgozók Pártja néven. 
Miután a Belügyminisztérium nyomára bukkant a párt által 1936. májusára szervezett puccsnak, a pártot 1936. június 3-án betiltották. Vezetőit az 1921. évi III. tc. alapján 1937. október 20-án börtönbüntetésre ítélték, tagsága más szélsőséges pártokba szivárgott át.